# Anna Seaton
Pour les articles homonymes, voir Seaton.
Anna Seatin Huntington, née le 12 février 1964 à Topeka (Kansas, États-Unis), est une ancienne rameuse américaine. Elle est médaillée de bronze aux Jeux de 1992.

## Carrière
Née au Kansas, Seaton grandit à Manhattan et fréquente la Manhattan High School. Elle commence ses études supérieures à l'université Harvard où elle commence la pratique de l'aviron puis part pour l'université Columbia où elle obtient un Master of Science.
Lors des Jeux de 1988 à Séoul, elle fait partie de l'équipage du huit féminin qui termine à la sixième place. Quatre ans plus tard, aux Jeux de Barcelone, elle monte sur la troisième marche du podium du deux sans barreur avec Stephanie Maxwell-Pierson.
Au niveau mondial, elle remporte une médaille d'argent en huit aux Mondiaux 1987, puis une d'argent sur le huit et une sur le deux sans barreur aux Mondiaux 1990. Sa dernière médaille mondiale est l'argent en quatre sans barreur lors des Mondiaux 1991. Elle est également quatorze fois championne des États-Unis.
En 1995, elle fait du premier équipage entièrement féminin à participer à la America Cup. Elle raconte son expérience dans un ouvrage, Making Waves: The Inside Story of Managing and Motivating the First Women's Team to Compete for the America's Cup.

## Palmarès

### Jeux olympiques
- Jeux olympiques d'été de 1992 à Barcelone ( Espagne) :
  -  médaille de bronze en deux sans barreur

### Championnats du monde
- Championnats du monde d'aviron 1991 à Vienne ( Autriche) :
  -  médaille d'argent en quatre sans barreur
- Championnats du monde d'aviron 1990 en Tasmanie ( Australie) :
  -  médaille d'argent en deux sans barreur
  -  médaille d'argent en huit
- Championnats du monde d'aviron 1987 à Copenhague ( Danemark) :
  -  médaille d'argent en huit